# Герніологія
Галузь абдомінальної хірургії, яка вивчає причини, механізми, види та лікування кил (гриж).
Кили поділяються на:
- вентральні (виникають через дефект білої лінії живота)
- пахові (виникають через дефект пахової ділянки)
  - пахові косі (кила проходить у паховому каналі, по відношенню до нижніх епігастральних судин кила розташована назовні/латерально)
  - пахові прямі (кила проходить у трикутнику Гессельбаха — анатомічним орієнтиром, обмеженим прямим м'язом живота медіально, паховою зв'язкою знизу і нижніми надчеревними судинами латерально, по відношенню до нижніх епігастральних судин кила розташована досередини/медіально)
- стегнові

Лікування може включати як лапароскопічні, так і відкриті методи хірургічного втручання.